# J'ai tué ma mère
Pour plus de détails, voir Fiche technique et Distribution.
J'ai tué ma mère est un film québécois écrit et réalisé par Xavier Dolan, sorti en 2009.
Hubert Minel, seize ans, déteste sa mère, Chantale, à en avoir des ulcères. Les goûts et la personnalité de cette dernière l'horripilent, tout comme son ignorance crasse. Au-delà des irritantes surfaces, il y a aussi la manipulation et la culpabilisation, mécanismes chers à sa génitrice selon son fils.
Nostalgique de ses premières années heureuses, Hubert cherche à reconquérir sa mère, inspiré par les discours philosophiques de son amant, Antonin, ou encore par les conseils de Julie, une enseignante en quête de liberté. Et pourtant, chaque initiative confirme l'existence du gouffre qui les sépare.
La route menant aux retrouvailles sera jalonnée d'obstacles et d'épreuves typiques et atypiques du passage à la maturité : expériences illicites, ébauches d'amitiés, explorations artistiques, confidences brutales et ostracisme.

## Synopsis
Le film commence sur un monologue de Hubert Minel, filmé en noir et blanc, expliquant qu'il aime sa mère, mais qu'il ne supporte pas d'être son fils ; il révèle également que quand il était plus jeune, les choses se passaient mieux entre eux.
Hubert est un jeune Québécois de seize ans vivant dans la banlieue de Montréal avec Chantale, sa mère, célibataire après avoir quitté Richard, le père de Hubert, quand celui-ci était très jeune. Le père de Hubert est très absent, ce qui ne fait qu'empirer l'animosité entre la mère et son fils. Un matin, alors que sa mère le conduit à l'école, Hubert commence à la réprimander sur le fait qu'elle se maquille en conduisant. La dispute se termine quand Chantale s'arrête et lui dit de marcher jusqu'au lycée. En cours, Hubert dit à Julie Cloutier, sa professeure d'éducation artistique, que sa mère est morte. Quand la professeure découvre que ceci était un mensonge, elle dit à Hubert que c'est comme s'il avait tué sa mère, ce qui l'inspire pour écrire une rédaction intitulée « J'ai tué ma mère ».
Plus tard, Antonin Rimbaud, l'ami de Hubert, se révèle être son petit ami, ce que Chantale découvre grâce à Hélène, la mère d'Antonin, qui pensait que Chantale le savait déjà. Chantale semble accepter l'homosexualité de son fils ; cependant, elle est blessée qu'il ne lui ait pas dit. Hubert souhaite vivre dans son propre appartement et est heureux quand sa mère donne son approbation. Cependant, le jour suivant, elle change d'avis et refuse, disant qu'il est encore trop jeune.
Leur relation continue à se détériorer, et Hubert va vivre chez sa professeure, disant rester chez son petit ami. Le père de Hubert l'invite chez lui pour lui rendre visite ; cependant, une fois arrivé, Hubert découvre Richard et Chantale, ayant décidé ensemble d'inscrire leur fils à un internat à Coaticook. Hubert est très énervé que la décision de son père ait été prise en compte, sachant qu'ils ne se voient qu'à Noël et à Pâques. 
À l'internat, Hubert rencontre Éric, avec qui il a une aventure. Éric invite Hubert dans une boîte de nuit avec d'autres étudiants, où ils s'embrassent et où Hubert prend du speed. Il prend le métro pour rentrer chez lui, réveille sa mère et a une conversation profonde avec elle. Le lendemain matin, elle emmène Hubert au lieu de travail de la mère d'Antonin, où il doit aider à peindre les murs. Une fois le travail fini, Hubert et Antonin s'allongent et font l'amour. Plus tard, dans la soirée, Hubert met en désordre la chambre de sa mère, puis se calme et la range. Ils se battent et, le lendemain matin, Hubert est renvoyé à l'internat.
De retour à l'internat, Hubert est agressé par deux autres étudiants. Hubert fugue avec l'aide d'Antonin, qui a emprunté la voiture de sa mère. Lors du voyage, Antonin dit à Hubert qu'il est égoïste et ne pense qu'à lui, mais qu'il l'aime. Le directeur de l'internat appelle Chantale pour l'informer de la fugue de son fils, ajoutant qu'il a laissé une note disant qu'il sera « dans son royaume ». Le directeur commence également à donner une leçon d'éducation à Chantale, ce qui l'énerve beaucoup. Elle lui hurle dessus à travers le téléphone, disant qu'il pense être meilleur qu'elle et qu'il n'a pas le droit de juger une mère célibataire. Chantale sait où le « royaume » de Hubert se trouve ; il s'agit de la maison dans laquelle il vivait avec ses deux parents quand il était petit.
Elle y trouve effectivement Hubert et Antonin. Chantale s'assoit à côté de Hubert sur des rochers surplombant la mer. Le film se termine sur des vidéos filmées au caméscope représentant Hubert, enfant, en train de jouer avec sa mère.

## Fiche technique
Source : IMDb et Films du Québec
- Titre original : J'ai tué ma mère
- Titre international : I Killed My Mother
- Réalisation : Xavier Dolan
- Scénario : Xavier Dolan
- Musique originale : Nicholas Savard L'Herbier
- Direction artistique : Xavier Dolan
- Décors : Xavier Dolan et Anette Belley
- Costumes : Nicole Pelletier
- Photographie : Stéphanie Weber-Biron et Nicolas Canniccioni
- Son : Jean-François Roy, Jean-Sébastien Roy, Daniel Provencher, Sylvain Brassard, Jean-Pierre Bissonnette,
- Montage : Hélène Girard
- Production : Xavier Dolan, Daniel Morin (producteur associé) et Carole Mondello (productrice déléguée)
- Société de production : Mifilifilms
- Société de distribution : K-Films Amérique (Canada)
- Budget : 900 000 $ CA
- Pays de production :  Canada
- Tournage : Montmagny (octobre 2008), Longueuil, Montréal et Saint-Lambert
- Langue originale : français
- Format : couleur, noir et blanc (monologues) — 1,85:1 — son Dolby numérique
- Genre : drame
- Durée : 100 minutes
- Dates de sortie :
  - France : 18 mai 2009 (Festival de Cannes) ; 15 juillet 2009 (sortie nationale)
  - Canada : 5 juin 2009 (sortie en salle au Québec)
  - Suisse : 26 août 2009
- Classification :
  - Québec : Visa général (Déconseillé aux jeunes enfants)[2]

## Distribution
- Xavier Dolan : Hubert Minel, adolescent tourmenté et marginal
- Anne Dorval : Chantale Lemming, la mère d'Hubert, banlieusarde monoparentale cherchant à renouer avec son fils
- François Arnaud : Antonin Rimbaud, artiste, intello et petit-ami d'Hubert
- Suzanne Clément : Julie Cloutier, la professeure d'éducation artistique, particulièrement touchée par Hubert
- Patricia Tulasne : Hélène Rimbaud, la mère d'Antonin, frivole et élégante
- Niels Schneider : Éric, le pensionnaire de Notre-Dame-des-Douleurs qui se lie à Hubert
- Monique Spaziani : Denise, l'amie fidèle de Chantale
- Pierre Chagnon : Richard Minel, le père absent d'Hubert
- Benoît Gouin : Ghyslain Nadeau, directeur du pensionnat Notre-Dame-des-Douleurs
- Johanne Marie Tremblay : enseignante au pensionnat
- Hugolin Chevrette : pensionnaire agressif #1
- Francis Ducharme : pensionnaire agressif #2
- Émile Mailhiot : élève qui fait l'exposé verbal #1
- Manuel Tadros : le propriétaire de l'appartement que Hubert visite
- Bianca Gervais : caissière au club vidéo

## Production
Xavier Dolan a écrit le scénario à seize ans. Il a investi toutes ses économies dans la structure financière du film et recruté lui-même les comédiens. La Société de développement des entreprises culturelles du Québec (SODEC) l'a financé par la suite après un premier refus. Il signe la réalisation du film en plus d'y jouer le rôle principal.
Certains épisodes rappellent Les Quatre Cents Coups (dont l'affiche apparaît brièvement sur un mur) avec notamment l'annonce de la mort de sa mère au professeur, l'envoi au pensionnat déclenchée par un évènement hors de son contrôle, ou encore l'absence du père. Xavier Dolan indique toutefois n'avoir vu le film de François Truffaut qu'après avoir écrit son scénario.
J'ai tué ma mère se veut une fenêtre sur une réalité sans âges et sans frontières. C'est un cri primal, un exposé sur l'amour et la haine, la différence, l'incompatibilité, et les impossibles rôles que la vie nous impose.
Ce film a été très apprécié pour son sens de l'esthétique[réf. nécessaire], avec de nombreuses références à des artistes comme Jackson Pollock (séance de dripping), Matisse ou Klimt.

### Bande originale
- La bande originale contient quatre morceaux du groupe Surface of Atlantic: Hide, Ancestors, No sleep/No walk, Swarm
- Noir Désir, interprété par Vive la Fête
- Tell Me What To Swallow, interprété par les Crystal Castles
- Les Quatre Saisons - L'Hiver, d'Antonio Vivaldi (dans la bande-annonce seulement)
- Maman la plus belle du monde, interprété par Luis Mariano

## Accueil

### Box-office

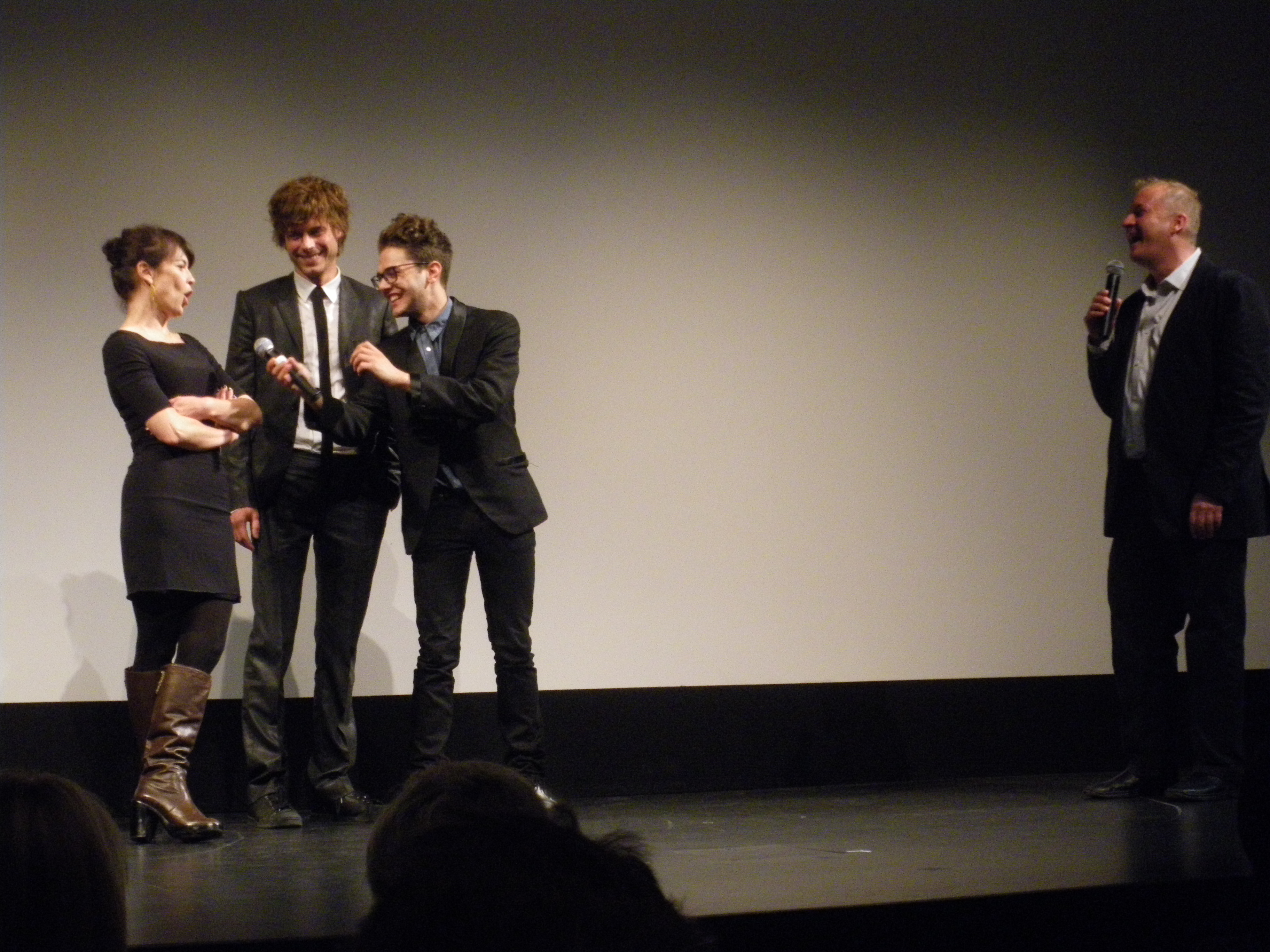
Anne Dorval, François Arnaud et Xavier Dolan au Festival international du film de Toronto de 2009.

Au Québec, lors de son premier week-end en salle, le film s'est classé au 9e rang avec une récolte de 87 014 de dollars,. Le film était présenté dans douze salles québécoises.
En date du 12 juillet 2009, le film avait cumulé, selon la firme de statistiques CINÉAC, des recettes de 674 057 de dollars.

### Distinctions
En mai 2009, le film est sélectionné lors de la 41e Quinzaine des réalisateurs, à Cannes et remporte trois prix sur quatre de cette section parallèle du Festival de Cannes. Il obtient le prix Art et Essai remis par la Confédération Internationale des Cinémas d'Art et d'Essai (CICAE), le prix de la Société des auteurs et compositeurs dramatiques (SACD) pour le scénario et le prix Regards Jeunes pour les longs métrages,.
En février 2010, le film gagne le MovieSquad au Festival international du film de Rotterdam.
La même année, le film obtient le Jutra du meilleur film ainsi que trois autres prix lors de la 12e soirée des prix Jutra.
En 2010, le film est retenu pour représenter le Canada à la course pour la catégorie de l'Oscar du meilleur film en langue étrangère, mais n'est retenu ni pour la pré-sélection ni pour une nomination.